# 刘在明 (五代)
刘在明（？—948年），五代十国时幽州（治今北京市）人。
刘在明年轻时有胆气，开始为幽州节度使刘守光的亲信，任平塞军使。后唐时，历任汴州马步军都指挥使、贝州刺史等职。后晋天福年间任单州刺史，因破南唐兵有功授安州防御使，转任晋州留后。后汉建立，后汉高祖刘知远授其幽州道行营都部署。契丹军控制定州，刘在明出兵经略，契丹离开，后汉朝廷任命他取代白再荣为镇州留后，乾祐元年三月，授镇州成德节度使。六月，因病去世。赠侍中。